# Estádio Perpétuo Corrêa Lima
Estádio Perpétuo Corrêa Lima – stadion piłkarski, w Cajazeiras, Paraíba, Brazylia, na którym swoje mecze rozgrywa klub Atlético Cajazeirense de Desportos.